# Kirsten Vangsness
Kirsten Simone Vangsness (Los Angeles, 7 de julho de 1972) é uma atriz e escritora dos Estados Unidos. Ela atualmente interpreta a analista técnica do FBI Penelope Garcia no drama criminal Criminal Minds da  CBS. Ela faz o mesmo personagem no spin off Criminal Minds: Suspect Behavior.

## Biografia
Vangsness nasceu em Pasadena, Califórnia, filha de Errol Leroy Vangsness (nascido em 1938 em Milwaukee, Wisconsin) e sua esposa Barbara Mary (née Marconi; nascida em 1942 em Filadélfia, Pensilvânia). Seus bisavós paternos eram norueguês, com ascendência de Bergen, Gol, e Oslo. Ela foi criada em Porterville, Califórnia, e mais tarde mudou-se para Cerritos, Califórnia. Ela se formou em Cerritos High School, em Junho de 1990. Estudou na Cypress College. Mais tarde, ela se formou pela Universidade do Estado da Califórnia, Fullerton em Junho de 1995.

## Carreira

### Atuando
Vangsness teve sua primeira grande chance no teatro, onde ganhou vários prêmios, incluindo os 15 minutos de prêmio de Melhor Atriz do sexo feminino, o Prêmio de Críticos de Teatro de Los Angeles de Melhor Atriz Emerging Comic, e o Prêmio Golden Betty Award.

### Escrevendo
Um trabalho de Vangsness foi publicado no Los Angeles Times. Vangsness em 2014 co-escreveu um episódio de Criminal Minds chamado "Nelson's Sparrow"

## Vida Pessoal
Ela começou a namorar a editora de cinema e televisão Melanie Goldstein em 2006. Elas estavam envolvidas, mas separaram-se em 2013.
Em abril de 2015, ela revelou em smashinginterviews.com que ela tinha entrado em um relacionamento com um novo namorado e estava examinando esse aspecto de sua sexualidade. Em novembro de 2015, foi relatado que ela estava noiva de seu namorado, o ator e escritor Keith Hanson.

## Filmografia

### Filme
| Ano  | Título                              | Função                    | Notas       |
| ---- | ----------------------------------- | ------------------------- | ----------- |
| 1998 | Sometimes Santa's Gotta Get Whacked | Tooth Fairy               | Papel curto |
| 2006 | A-List                              | Blue                      |             |
| 2008 | Tranny McGuyver                     | Repórter de Tv            | Papel curto |
| 2009 | Scream of the Bikini                | Decoradora de interiores  |             |
| 2010 | In My Sleep                         | Madge                     |             |
| 2011 | Sarina's Song                       | Convidada de uma festa    | Papel curto |
| 2011 | The Chicago 8                       | Desenhista                |             |
| 2012 | Remember to Breathe                 | Vocais para a jovem Alice | Papel curto |
| 2013 | Kill Me, Deadly                     | Mona Livingston           |             |

### Televisão
| Ano       | Título                           | Função                 | Notas                              |
| --------- | -------------------------------- | ---------------------- | ---------------------------------- |
| 2004      | Phil of the Future               | Veronica               | Episódio: "Age Before Beauty"      |
| 2004      | LAX                              | Bilheteira / Stephanie | 3 episódios                        |
| 2005–2020 | Criminal Minds                   | Penelope Garcia        | Elenco principal; Regular na série |
| 2010      | Vampire Mob                      | Laura Anderson         |                                    |
| 2010–2012 | Pretty the Series                | Meredith Champagne     | 14 episódios                       |
| 2011      | Criminal Minds: Suspect Behavior | Penelope Garcia        |                                    |
| 2011      | Second City This Week            | Ela mesma              | 1 episódio                         |
| 2011–2013 | Good Job, Thanks!                | Terapeuta              | 2 episódios                        |

## Ligações Externas
- Perfil na CBS - Criminal Minds